# Denise Tonella

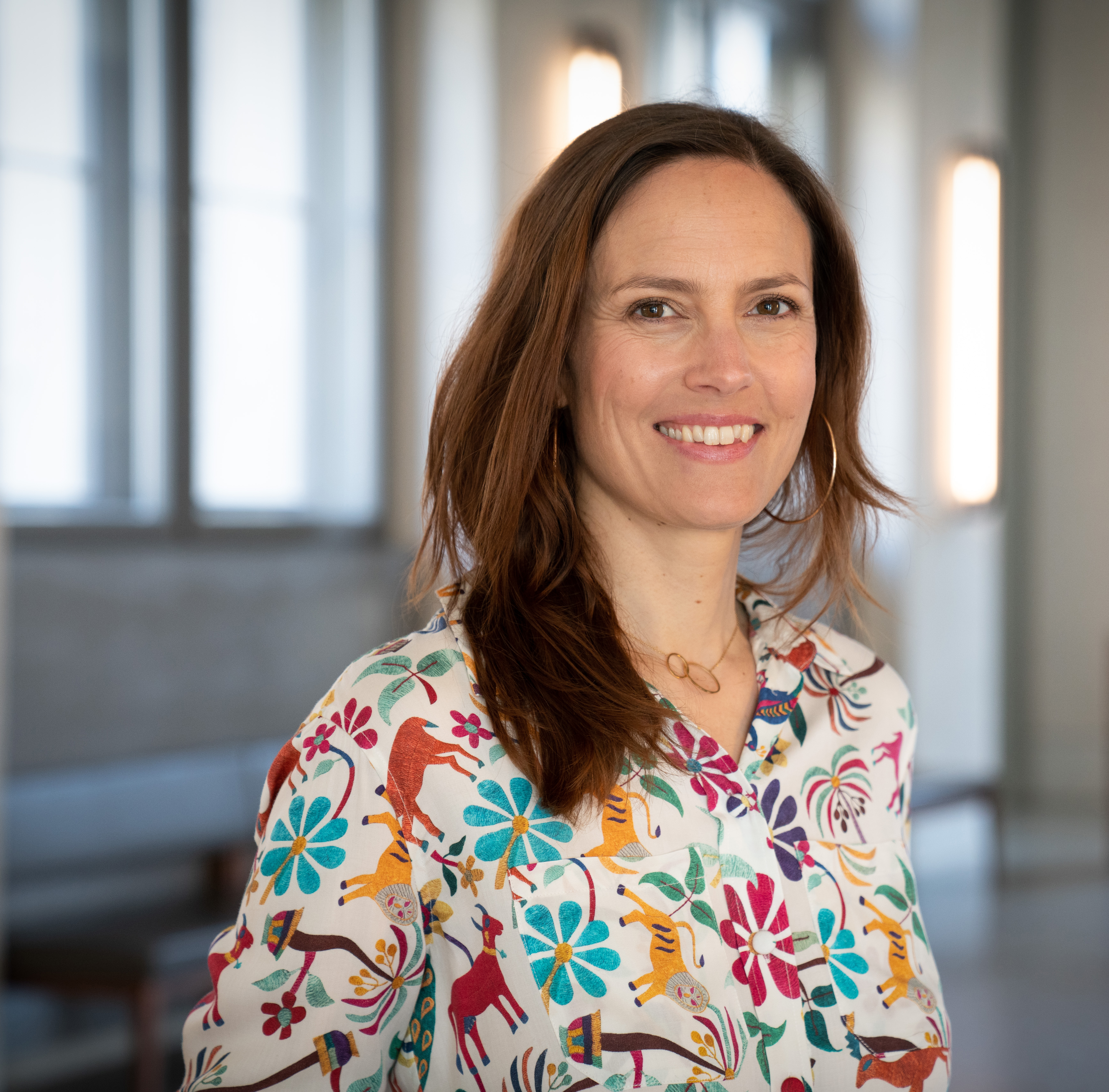
Denise Tonella (2021)

Denise Tonella (* 20. Juli 1979 in Airolo) ist eine Schweizer Kulturmanagerin, Historikerin und Kulturwissenschaftlerin. Seit 1. April 2021 ist sie Direktorin des Schweizerischen Nationalmuseums.

## Biographie

### Person
Denise Tonella wuchs in Airolo als Tochter von Bergbauern auf. Sie spricht Italienisch, Deutsch, Französisch, Englisch, Spanisch und (Grundkenntnisse) Hebräisch. Tonella legte 1998 in Bellinzona die Maturität ab. Anschliessend studierte sie Geschichte des Mittelalters und der Neuzeit sowie Kulturwissenschaft und Europäische Ethnologie an der Universität Basel und schloss 2005 mit dem Lizentiat ab. Sie bildete sich u. a. von 2008 bis 2014 an der Münchner Filmwerkstatt in Storytelling, Dramaturgie, Regie und Filmproduktionsleitung und von 2017 bis 2019 am Centro Teatro Attivo in Mailand als Sprecherin weiter.

### Wirken
Tonella wirkte von 2006 bis 2008 bei der Produktion von Diplomfilmen an der Zürcher Hochschule der Künste mit. Parallel dazu gab sie auch Italienischunterricht. 2008 war sie Mitgründerin der Filmproduktionsfirma Instantview und war dort bis 2013 zuständig für Produktionsleitung, Regie und Schnitt zahlreicher Videoprojekte. Von 2010 bis 2013 war sie wissenschaftliche Mitarbeiterin  und anschliessend bis 2021 Kuratorin und Ausstellungsprojektleiterin beim Schweizerischen Nationalmuseum.
Zwischen 2017 und 2019 verfasste sie eine Expertise für den Kanton Tessin und die Stadt Bellinzona zur Aufwertung des UNESCO-Welterbes und von 2019 bis 2020 eine solche für die Stadt Wil für ein Museum im Hof zu Wil.
Von 2016 bis 2022 war sie Mitglied in der Redaktionskommission der Zeitschrift Schweizerisches Archiv für Volkskunde. Seit 2022 ist sie Vorstandsmitglied der Schweizerischen Gesellschaft für Verwaltungswissenschaften (SGVW). Sie führt in regelmässigen Abständen Kolloquien und Kurse zur musealen Geschichtsvermittlung an Schweizer Universitäten durch und unterrichtet seit 2019 an der Universität Neuenburg ein Modul im Rahmen des CAS Der Weg zum Publikum.
Im Dezember 2020 bestätigte der Bundesrat die Ernennung von Denise Tonella zur neuen Direktorin des Schweizerischen Nationalmuseums als Nachfolgerin von Andreas Spillmann auf den 1. April 2021. Als Direktorin ist sie neben dem Landesmuseum Zürich auch für das Schloss Prangins bei Nyon, das Forum Schweizer Geschichte in Schwyz und das Sammlungszentrum in Affoltern am Albis verantwortlich.

## Veröffentlichungen (Auswahl)
(Publikationen von und über Denise Tonella im Katalog Swisscovery der Swiss Library Service Platform)
- Der hohe Preis der Freiheit. Das Schicksal von Lydia Welti-Escher. In: Frauen.Rechte. Von der Aufklärung bis in die Gegenwart. Sandstein, Dresden 2021, S. 37–41.
- Storia della Svizzera. Nuova mostra permanente al Museo nazionale di Zurigo. In: Didactica Historica. Nr. 6. Éditions Alphil-Presses universitaires suisses, Neuenburg 2020 (PDF; 383 kB).
- Da subalterna a cittadina. Una carrellata sugli esordi delle legislazioni a tutela dei diritti femminili. In: Donna. Ticino Management. Nr. 82, Mai/Juni 2020, S. 28–29.
- Audiovisuelle Medien in Ausstellungen. Fragmente aus der aktuellen Museumspraxis. In: Schweizerisches Archiv für Volkskunde. Nr. 2. Chronos, Zürich 2017, S. 95–106 (archiviert auf E-Periodica der ETH Zürich).
- als Herausgeberin und Mitautorin: Europa in der Renaissance. Metamorphosen 1400–1600. Hatje Cantz, Berlin 2016, ISBN 978-3-77574072-2 (Ausstellungskatalog).[7]
- La bataille de Marignan vue de la Suisse ou le succès d’une défaite. In: Annuaire Historique de Mulhouse. Mülhausen 2015.
- mit Erika Hebeisen, Rebecca Sanders: Gesichter einer Kriegsgeschichte: 1515 Marignano. Schweizerisches Nationalmuseum, Zürich 2015, ISBN 978-3-90587538-6.